# Richard Lester Guilly
Pour les articles homonymes, voir Guilly.
Richard Lester Guilly, né le 6 juillet 1905 à Glasgow (Écosse) et décédé le 7 juin 1997 à Castries (Sainte-Lucie), est un prêtre jésuite écossais. Missionnaire dans les Antilles il fut évêque de Georgetown de 1956 à 1972. 

## Biographie
Richard Lester Guilly est nommé administrateur apostolique le 18 juillet 1954 et est nommé évêque de Georgetown le 29 février 1956, devenant de ce fait le premier évêque du diocèse de Georgetown nouvellement créé. Le 24 octobre 1954 il est ordonné évêque dans la cathédrale de l'Immaculée Conception, à Georgetown. 
En janvier 1961, Mgr Guilly et son homologue anglican Alan Knight s’opposent à un projet de loi du Parti populaire progressiste visant à substituer à leur autorité religieuse les écoles confessionnelles. 
En tant qu'évêque de Georgetown, il participe aux quatre sessions du concile Vatican II (1962-1965).
Le 8 décembres 1977, Mgr Guilly reprend du service comme administrateur apostolique de Castries, à Sainte-Lucie. Son mandat se termine le 5 octobre 1981. Il n'en reste pas moins à Castries où il meurt le 7 juin 1996, à l'âge de 90 ans.